# Euphylidorea stupkai
Euphylidorea stupkai là một loài ruồi trong họ Limoniidae. Chúng phân bố ở miền Tân bắc.